# Svinamadsbäckens naturreservat
Svinamadsbäckens naturreservat är ett naturreservat i Laholms kommun i Hallands län.
Området är naturskyddat sedan 2019 och är 133 hektar stort. Reservatet ligger på Hallandsåsen och består av ett våtmarksområde och alsumpskog omkring bäcken.